# L'Ordinaire
 (juin 2023).
Si vous disposez d'ouvrages ou d'articles de référence ou si vous connaissez des sites web de qualité traitant du thème abordé ici, merci de compléter l'article en donnant les références utiles à sa vérifiabilité et en les liant à la section « Notes et références ».
Pour les articles homonymes, voir Ordinaire.
L'Ordinaire est un soda à l'anis très consommé aux Antilles françaises. Il est produit en Martinique depuis 1952.